# Međupodsavezna nogometna liga Daruvar – Virovitica 1974./75.
Međupodsavezna nogometna liga Daruvar – Virovitica je bila liga petog stupnja nogometnog prvenstva Jugoslavije u sezoni 1974./75. 
 
Sudjelovalo je 12 klubova, a prvak je bila "TVIN" iz Virovitice.  

## Ljestvica
| mj. | klub                     | ut. | pob. | ner. | por. | gol+ | gol- | bod |
| --- | ------------------------ | --- | ---- | ---- | ---- | ---- | ---- | --- |
| 1.  | TVIN Virovitica          | 22  | 16   | 3    | 3    | 102  | 35   | 35  |
| 2.  | Daruvar                  | 22  | 13   | 3    | 6    | 66   | 34   | 29  |
| 3.  | Zdenka Veliki Zdenci     | 22  | 12   | 4    | 6    | 78   | 35   | 28  |
| 4.  | Drava Terezino Polje     | 22  | 11   | 6    | 5    | 48   | 38   | 28  |
| 5.  | Partizan Suhopolje       | 22  | 10   | 5    | 7    | 58   | 48   | 25  |
| 6.  | Borac Virovitica         | 22  | 10   | 4    | 8    | 52   | 56   | 24  |
| 7.  | Slavonac Lipik           | 22  | 10   | 3    | 9    | 46   | 51   | 23  |
| 8.  | Bilogorac Grubišno Polje | 22  | 9    | 4    | 9    | 50   | 59   | 22  |
| 9.  | Crvena zvezda Obilićevo  | 22  | 6    | 5    | 11   | 52   | 73   | 17  |
| 10. | Proleter Bušetina        | 22  | 6    | 5    | 11   | 48   | 71   | 17  |
| 11. | Bratstvo Gornje Bazje    | 22  | 4    | 2    | 16   | 35   | 81   | 10  |
| 12. | Jedinsto Miokovićevo     | 22  | 1    | 4    | 17   | 30   | 84   | 6   |

- Gornje Bazje – također se piše i kao Gornje Bazije
- Obilićevo, skraćeno za Novo Obilićevo – tadašnji naziv za Zvonimirovo
- Miokovićevo – tadašnji naziv za Đulovac

## Rezultatska križaljka
| kratica | klub                     | BIL | BOR | BRA | CRVZ | DAR | DRA | JED | PRA | PRO | SLA | TVIN | ZDE |
| --- | ------------------------ | --- | --- | --- | ---- | --- | --- | --- | --- | --- | --- | ---- | --- |
| BIL | Bilogorac Grubišno Polje |     |     |     |      |     |     |     |     |     |     |      |     |
| BOR | Borac Virovitica         |     |     |     |      |     |     |     |     |     |     |      |     |
| BRA | Bratstvo Gornje Bazje    |     |     |     |      |     |     |     |     |     |     |      |     |
| CRVZ | Crvena zvezda Obilićevo  |     |     |     |      |     |     |     |     |     |     |      |     |
| DAR | Daruvar                  |     |     |     |      |     |     |     |     |     |     |      |     |
| DRA | Drava Terezino Polje     |     |     |     |      |     |     |     |     |     |     |      |     |
| JED | Jedinsto Miokovićevo     |     |     |     |      |     |     |     |     |     |     |      |     |
| PAR | Partizan Suhopolje       |     |     |     |      |     |     |     |     |     |     |      |     |
| PRO | Proleter Bušetina        |     |     |     |      |     |     |     |     |     |     |      |     |
| SLA | Slavonac Lipik           |     |     |     |      |     |     |     |     |     |     |      |     |
| TVIN | TVIN Virovitica          |     |     |     |      |     |     |     |     |     |     |      |     |
| ZDE | Zdenka Veliki Zdenci     |     |     |     |      |     |     |     |     |     |     |      |     |
| |                          |     |     |     |      |     |     |     |     |     |     |      |     |
| podebljan rezultat - utakmice od 1. do 11. kola (1. utakmica između klubova) rezultat normalne debljine - utakmice od 12. do 22. kola (2. utakmica između klubova) rezultat nakošen - nije vidljiv redoslijed odigravanja međusobnih utakmica iz dostupnih izvora rezultat smanjen * - iz dostupnih izvora nije uočljiv domaćin susreta prekrižen rezultat - poništena ili brisana utakmica p - utakmica prekinuta 3:0 p.f. / 0:3 p.f. - rezultat 3:0 bez borbe n.i. - nije igrano |                          |     |     |     |      |     |     |     |     |     |     |      |     |

 Izvori: